# Kuurne-Bruxelles-Kuurne 1968
La Kuurne-Bruxelles-Kuurne 1968, ventiquattresima edizione della corsa, si svolse il 3 marzo su un percorso di 198 km, con partenza e arrivo a Kuurne. Fu vinta dal belga Eric Leman della squadra Flandria-De Clercq-Kruger davanti ai connazionali Daniel Van Ryckeghem e Ward Sels.

## Ordine d'arrivo (Top 10)
| Pos. | Corridore            | Squadra                          | Tempo    |
| ---- | -------------------- | -------------------------------- | -------- |
| 1    | Eric Leman           | Flandria-De Clercq-Kruger        | 5h23'12" |
| 2    | Daniel Van Ryckeghem | Mann-Grundig                     | a 10"    |
| 3    | Ward Sels            | Bic                              | s.t.     |
| 4    | Roger Rosiers        | Mann-Grundig                     | s.t.     |
| 5    | André Planckaert     | Goldor-Hertekamp-Herta           | s.t.     |
| 6    | Willy Bocklant       | Pull Over Centrale-Tasmanie-Novy | s.t.     |
| 7    | Michael Wright       | Bic                              | s.t.     |
| 8    | Willy Van Neste      | Bic                              | s.t.     |
| 9    | Herman Decan         | Flandria-De Clercq-Kruger        | s.t.     |
| 10   | Cees Haast           | Bic                              | s.t.     |